# Stéphane Madeira
Stéphane Madeira (sinh ngày 4 tháng 1 năm 1994) là một cầu thủ bóng đá người Pháp thi đấu cho Freamunde.

## Sự nghiệp câu lạc bộ
Madeira, chỉ nằm trong đội dự bị của Auxerre và không thể có suất trong đội một. Năm 2012, anh gia nhập đội bóng tại Giải bóng đá hạng nhất quốc gia Bồ Đào Nha Moreirense với bản hợp đồng 3 năm. Vào ngày 2 tháng 1 năm 2015, hợp đồng bị hủy bỏ bởi thỏa thuận đôi bên.